# Conflitto Tenshō-Jingo
Alla morte di Nobunaga, avvenuta il 21 giugno 1582, il controllo del clan Oda sui vecchi territori Takeda s'indebolì. In mezzo al caos che si era formato, i servitori di Oda a cui erano stati assegnati quei territori, tra gli altri Mori Nagayoshi e Kawajiri Hidetaka, fuggirono o vennero uccisi da insurrezioni locali. Dopo questi fatti i clan Tokugawa, Hōjō e Uesugi iniziarono a muoversi per reclamare il vuoto di potere che si era creato nelle provincie di Shinano, Kōzuke e Kai. Iniziò così il conflitto chiamato Tenshō-Jingo.
Il 5 luglio Takigawa Kazumasu venne definitivamente sconfitto dall'armata Hōjō nella battaglia di Kanagawa. Il 10 luglio Uesugi Kagekatsu invase il nord dello Shinano. Il clan Sanada all'inizio si schierò con gli Uesugi, ma poche settimane più tardi passarono al fianco degli Hōjō. Entrambe le armate Uesugi e Hōjō si trovarono faccia a faccia a Kawanakajima il 30 luglio, ma lo scontro fu evitato poiché gli Hōjō tornarono indietro in direzione della provincia del Kai che nel frattempo era stata invasa dalle forze Tokugawa. Nel frattempo uno dei principali servitori di Uesugi, Shibata Shigeie, gli si rivoltò contro e le armate Uesugi dovettero tornare indietro dal nord dello Shinano per fronteggiarlo. A quel punto gli Hōjō erano vicini a controllare la maggior parte dello Shinano ma improvvisamente in ottobre i Sanada li tradirono prestando aiuto a Yoda Nobushige, un signore locale che stava ancora resistendo dal castello di Kasuga all'avanzata degli Hōjō sotto la bandiera Tokugawa. Nella provincia di Kai ora si trovarono a fronteggiarsi circa 50 000 soldati Hōjō e 10 000 Tokugawa, ma nonostante la disparità di forze gli Hōjō non seppero imporsi e dopo mesi di stallo, Hōjō Ujinori, che da giovane era stato ostaggio degli Imagawa assieme a Tokugawa Ieyasu, iniziò trattative di pace. In seguito a queste trattative i due potenti clan si divisero le province. Kai e Shinano andarono ai Tokugawa mentre Kōzuke agli Hōjō. Hōjō Ujinori sposò una figlia di Tokugawa Ieyasu.
Questi eventi segnarono la fine del conflitto dopo cinque mesi dalla morte di Oda Nobunaga.